# ノーザンスパイ
‘ノーザンスパイ’（英: ‘Northern Spy’）は、アメリカ合衆国ニューヨーク州で19世紀前半に育成されたリンゴ（セイヨウリンゴ）の古い栽培品種の一つである。1800年ごろにコネチカット州から持ち込まれた苗に由来し、品種親は明らかではない。日本には明治初期に導入され、日本名は‘君が袖’。果実は大型で赤くなり、果汁が多く甘酸っぱい。生食のほかアップルパイなどの調理用に広く用いられた。米国を代表する古典的な品種の一つである。

## 特徴
樹勢は中程度で直立する。強勢台木に接ぎ木しないと、果実をつけるまで10年以上かかる。自家不和合性に関わるS遺伝子型はS1S3である。隔年結果性がわずかにある。中生から晩生。黒星病、さび病、うどんこ病に対する耐性は低い。ワタムシに対する耐性が非常に高いため、台木や耐性品種作出のための親木に用いられることがある。

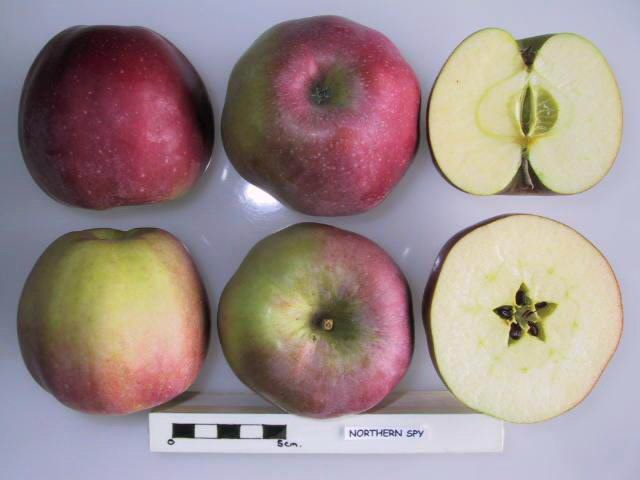
2. 果実とその断面

果実は大型、円形でやや円錐形、はっきりとした畝がある（図1, 2）。皮は薄く、地色は緑色、縞状に赤く染まる（図1, 2）。明瞭で小さな白い果点が散在している（図2）。果肉はきめ細かく、硬くてシャキシャキしており、果汁に富み甘酸っぱい。ビタミンC含有量が比較的多い。貯蔵性が非常によい。
生食されるほか、アップルパイやアップルソースなどに調理されたり、ジュースやシードルの原料とされる。

## 歴史
1800年頃、ニューヨーク州オンタリオ郡イーストブルームフィールド近くにあった農場で、Heman Chapin がコネチカット州から持ち込まれた苗木を育てた。この苗木の品種親は不明であるが、‘ワグナー’または‘エソパススピッツェンバーグ’に関連すると考えられている。この苗木は結実する前に枯れてしまったが、根元から芽が伸び、この新梢から育てたものが最終的に1830年ごろに結実した。この樹が‘ノーザンスパイ’の原木となり、1840年に登録された。
‘ノーザンスパイ’は樹が丈夫で栽培しやすく、耐寒性があるため、19世紀には米国で最も人気がある北部産のリンゴ品種の一つであり、広く栽培されていた。しかし、果実の形や色が不揃いで皮が傷つきやすく、耐病性が低いため商業栽培には向いておらず、現在では米国北東部で小規模に生産されている。

## 名称
‘ノーザンスパイ’の名の由来は、明らかではない。このリンゴ品種を育成したChapin家は1630年代から続く一族であり、アメリカ独立戦争で活躍したIsrael Chapin将軍もその一人である。Israel Chapin将軍が米国の防諜機関の設立に関与していため、「ノーザンスパイ」の名が選ばれたという説がある。別名として、Spy、Red Spy、Red Northern Spy、Green Peak Spy、Northern Pie Apple、King、King Apple、King's Apple、Severnui Razvedchik、Severnui Shpion、Spaeher des Nordens、Spaher des Nordens などともよばれる。 
日本へは、1872年に北海道開拓使によって導入され、当初はさまざまな名前でよばれていたが、1900年に‘君が袖’の品種名が定められた。

## 逸話
1953年、カナダの新聞社であるグローブ・アンド・メールのスタッフは、当時アメリカ合衆国で共産主義スパイの摘発に名を馳せていたジョセフ・マッカーシー上院議員に、ジョークとして‘ノーザンスパイ’を送った（当時、カナダにスパイがいるという疑惑が浮上していた）。この‘ノーザンスパイ’を手にして笑うマッカーシーの写真は、非常に有名になった。
‘ノーザンスパイ’はアップルパイなど調理用によく用いられ、19世紀から20世紀初頭の米国のパイ職人には、アップルパイの材料に他の品種を使うことを否定的に述べた "Spies are for pies! (スパイはパイのためにある!)" という言葉があった。
2013年、米国郵政公社は歴史的なリンゴ品種を描いた4種類の33セント切手を発行したが、‘ボールドウィン’、‘ゴールデンデリシャス’、‘グラニースミス’とともに‘ノーザンスパイ’も選ばれている。

## 派生品種

### 枝変わり
リンゴは接ぎ木によって増やすため、同じ品種は遺伝的に同一なクローンであるが、まれに分裂組織に突然変異が起こって枝など木の一部が他と異なる性質を示すことがあり、「枝変わり」とよばれる。‘ノーザンスパイ’の枝変わりに由来する品種として、‘Crimson Spy’（下図3a）、‘Double Red Northern Spy’（下図3b）、‘Hunter Kinkead Spy’、‘Kinkead Red Spy’（下図3c）、‘Loop Spy’、‘Schohaire Red Spy’ などがある。

### 交配
‘ノーザンスパイ’を交配親とした品種も、多く育成されている。‘ノーザンスパイ’を種子親としたものとして、‘Sandow’（花粉親は不明）、‘Sunrise’（花粉親は不明）、‘Emilia’（花粉親は不明）、‘Thurso’（花粉親は不明）、‘Ascot’（花粉親は不明）、‘Galton’（花粉親は不明）、‘Glenton’（花粉親は不明）、‘Spiza’（花粉親は不明）などがある。一方、‘ノーザンスパイ’を花粉親としたものとして、‘Coconut Crunch’（種子親は‘レッドデリシャス’）、‘Keepsake’（種子親は‘Frostbite’）、‘MN 1630’（商品名はSweet Sixteen; 種子親は‘Frostbite’）、‘Pewaukee’（種子親は‘Duchess of Oldenburg’）、‘Ontario’（種子親は‘ワグナー’）、‘Spigold’（種子親は‘ゴールデンデリシャス’）などがある。